# Одеський прикордонний загін
Одеський прикордонний загін — військова частина 2138, є територіальним органом охорони кордону в складі Південного регіонального управління ДПСУ. Прикордонний загін охороняє ділянку державного кордону України протяжністю по зовнішній межі територіального моря — 175 км, по узбережжю — 305 км.

## Історія
1 липня 1921 року на охорону державного кордону вийшли бійці 5-го прикордонного батальйону, який пізніше був реорганізований в 26-й Очаківський прикордонний загін ОДПУ при РНК СРСР зі штабом в місті Очаків Одеської губернії. У 1925 році управління загону переїхало до Одеси.
25 липня 1941 року на підставі постанови Військової Ради з оборони, на базі Одеського прикордонного загону, 1-ї і 2-ї комендатур Чорноморського прикордонного округу, почав формуватися 26-й Зведений прикордонний полк ПВ НКВС. Для його укомплектування зі складу прикордонного загону було виділено 211 осіб кадрового командно-політичного, сержантського і рядового складу, решта червоноармійці призивалися з запасу і надходили з інших військових частин.
7 серпня для доукомплектування полку офіцерським складом в 26-й прикордонний загін було передано 24 лейтенанта і 4 молодших лейтенанта випускників Одеського піхотного училища і в тому числі кілька молодших офіцерів зі складу 249-го конвойного полку НКВС. Загальна чисельність 26-го полку складала понад 4000 чоловік. Полк був переданий в оперативне підпорядкування Приморської армії. Разом із регулярними частинами Червоної армії і народним ополченням, він брав участь в 73-денний обороні міста Одеса та воював на різних фронтах. 10 квітня 1944 р. Одеський прикордонний загін, нагороджений за героїчну оборону Одеси орденом Червоного Прапора, спільно з наступаючими частинами Червоної Армії вступив в місто.
У 2002 році загін прикордонного контролю (ЗПК, рос. ОПК) «Чорномор'я» об'єднали з 26-м прикордонним загоном. Нова частина стала називатися 26-й Червонопрапорний прикордонний загін «Чорномор'я» Прикордонних військ України.
У період 1986—2003 рр. до складу Одеського прикордонного загону входила 24-та окрема авіаційна ескадрилья.
15 липня 2011 року з нагоди 90-річчя Одеського прикордонного загону в урочистих заходах взяли участь прикордонники, командири, начальники загону різних років, ветерани прикордонники і високопоставлені гості.
Восени 2016 року Державна прикордонна служба в рамках заходів по декомунізації перейменувала відділ прикордонної служби «Іллічівськ» Одеського прикордонного загону на «Чорноморськ».

## Структура
До складу загону входять:
- управління загону
- 8 відділів прикордонної служби (ВПС): «Курортне», «Кароліно-Бугаз», «Чорноморськ», «Одеса», «Аеропорт», «Південний», «Очаків», «Миколаїв».
- відділ прикордонної служби (тип С).

На ділянці загону функціонує 15 пунктів пропуску та 5 пункти контролю:
- для повітряного сполучення: міжнародний вантажно-пасажирський пункт пропуску «Міжнародний аеропорт „Одеса“», «Миколаївський міжнародний аеропорт»; міжнародний вантажний пункт пропуску «Кульбакине»;
- для морського та поромного сполучення: міжнародний пасажирсько-вантажний «Чорноморський морський порт».
- для морського сполучення: міжнародний вантажно-пасажирський «Одеський морський торговельний порт», "Чорноморський рибний порт[9]
- для морського сполучення: міжнародний вантажний: «Чорноморський суднобудівний завод»[10], «Морський торговельний порт „Південний“», ТОВ «Порт „Очаків“», «Миколаївський морський торговельний порт», «Дніпро-Бузький морський торговельний порт», "Спеціалізований морський порт «Ольвія», ЗАТ «Миколаївський калійний термінал», ТОВ «Сільськогосподарське підприємство „Нібулон“».
- для річкового сполучення: міжнародний вантажний «Миколаївський річковий порт»[10].
- пункти контролю: міжнародний залізничний «Ліски»[10]; міжнародний морський «Візирка»[11], ВАТ «Суднобудівний завод „Океан“»[12], ПАТ «Чорноморський суднобудівний завод»[13]; міжнародний морський портопункт «Миколаївське морське агентство»[12] філіал державної компанії «Укррибпром».

## Командири
- полковник Селіверстов В. В. (1985—1992 р.)
- полковник Горинцев О. В. (1992—1995 рр.)
- капітан 1 рангу Журавков Г. В. (1995—2000 рр.)
- полковник Плешко В. К. (2000—2002 рр.)
- полковник Токовий І. Б. (2002—2004 рр.)
- полковник Калашніков О. О. (2004—2006 рр.)
- полковник Кухтей О. Р. (2006—2007 рр.)[14]
- підполковник Васильківський В. С. (2007—2009 рр.)
- полковник Почтовий О. Г. (2009—2011 рр.)
- полковник Васильківський В. С. (2011—2013 рр.)
- полковник Ігнатьєв А. М. (09.2013—08.2015 рр.)
- полковник Лаврентьєв С. А. (08.2015—01.2020 рр.)
- полковник Рибаченко С. П. (01.2020 — 12.2021 рр.)[15]
- полковник Вітровчак В. Г. (12.2021 —11.2023 рр.)
- полковник Риньков К.І. (11.2023 — по т.ч.)

## Втрати
- Андрієць Олег Анатолійович 5 (1973—2014)— підполковник (посмертно), 01.09.2017
- Бароліс Ян Володимирович (1990—2015) — сержант, 26 квітня 2015